# SHFV-Pokal

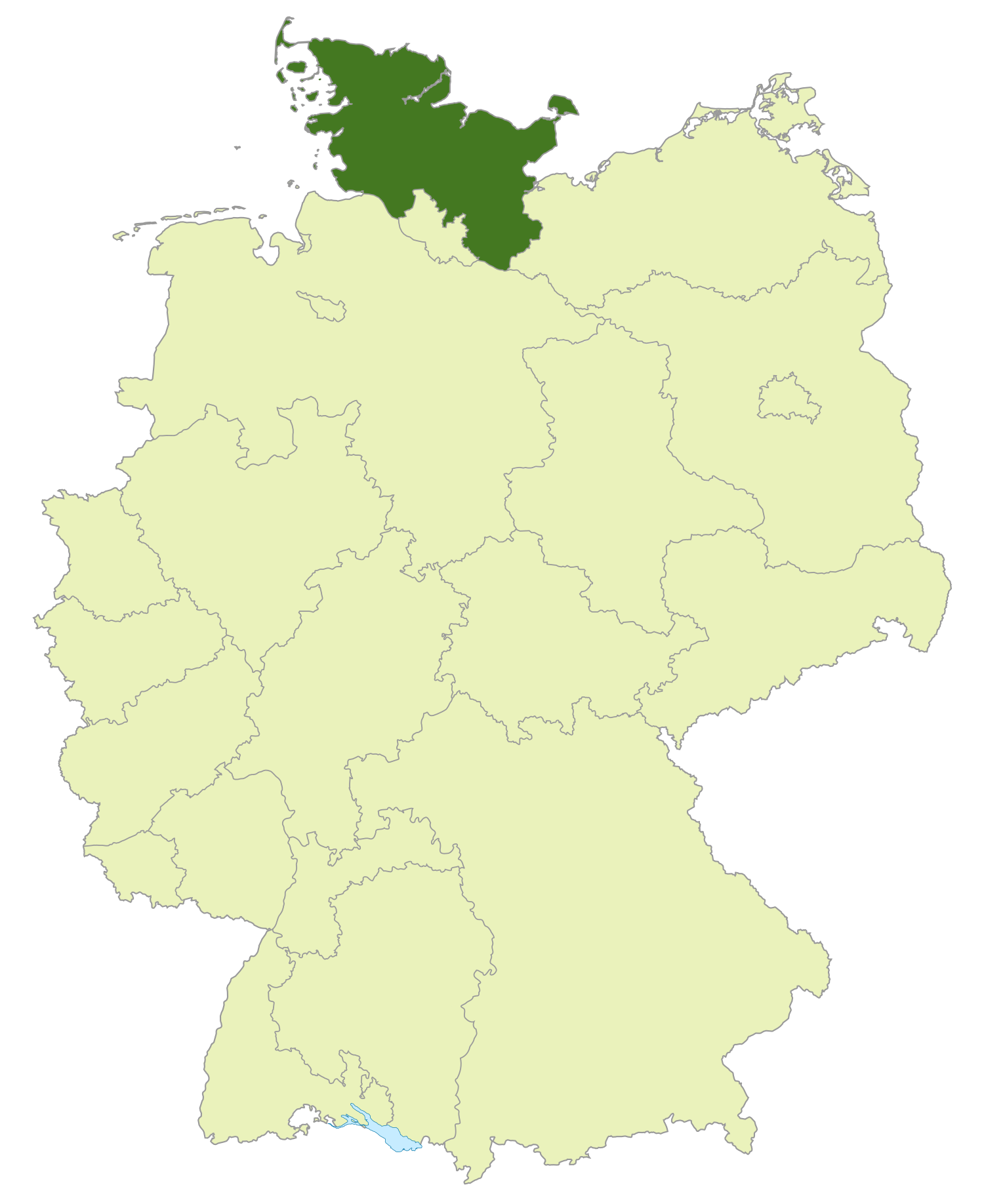
Šlesvicko-Holštýnsko na mapě Německa

SHFV-Pokal je německá fotbalová soutěž pro týmy pod fotbalovým svazem Šlesvicko-Holštýnska (Landespokal, regionální pohár). Tento fotbalový svaz sdružuje přes 181 000 členů registrovaných v 5 045 klubech. Tento zemský pohár se hraje od sezóny 1953-54 a je jedním z nejstarších. Hraje se vyřazovacím K.O. systémem, soutěž má předkolo a 4 hlavní kola . Nehrají zde týmy z nejvyšších dvou německých soutěží. Do 1. kola soutěže postupují přímo účastníci 3. ligy, dále pak týmy ze 4. ligy a 14 vítězů Kreispokalů. Vítěz postupuje do DFB-Pokalu.

## Přehled vítězů
| 1954 | TSV Brunsbüttelkoog | 1971 | Eichholzer SV            | 1988 | TuS Hoisdorf   | 2005 | Holstein Kiel          | 2022 | VfB Lübeck          |
| 1955 | Itzehoer SV         | 1972 | TSV Pansdorf             | 1989 | TuS Hoisdorf   | 2006 | VfB Lübeck             | 2023 | VfB Lübeck          |
| 1956 | VfB Lübeck          | 1973 | TSV Westerland           | 1990 | FC Kilia Kiel  | 2007 | Holstein Kiel          | 2024 | 1. FC Phönix Lübeck |
| 1957 | Flensburg 08        | 1974 | VfR Neumünster           | 1991 | Holstein Kiel  | 2008 | Holstein Kiel          | 2025 | VfB Lübeck          |
| 1958 | SV Friedrichsort    | 1975 | Itzehoer SV              | 1992 | VfB Lübeck     | 2009 | VfB Lübeck             |      |                     |
| 1959 | SV Friedrichsort    | 1976 | 1. FC Phönix Lübeck      | 1993 | FC Kilia Kiel  | 2010 | VfB Lübeck             |      |                     |
| 1960 | Frisia Husum        | 1977 | Rendsburger TSV          | 1994 | Holstein Kiel  | 2011 | Holstein Kiel          |      |                     |
| 1961 | Holstein Kiel II    | 1978 | Holstein Kiel            | 1995 | VfB Lübeck     | 2012 | VfB Lübeck             |      |                     |
| 1962 | Holstein Kiel II    | 1979 | Heider SV                | 1996 | Holstein Kiel  | 2013 | VfR Neumünster         |      |                     |
| 1963 | Büdelsdorfer TSV    | 1980 | TSV Plön                 | 1997 | TSV Pansdorf   | 2014 | Holstein Kiel          |      |                     |
| 1964 | Itzehoer SV         | 1981 | BSC Brunsbüttel          | 1998 | VfB Lübeck     | 2015 | VfB Lübeck             |      |                     |
| 1965 | Borussia Kiel       | 1982 | Heider SV                | 1999 | VfB Lübeck     | 2016 | VfB Lübeck             |      |                     |
| 1966 | Holstein Kiel II    | 1983 | Holstein Kiel            | 2000 | VfB Lübeck     | 2017 | Holstein Kiel          |      |                     |
| 1967 | Büdelsdorfer TSV    | 1984 | VfL Kellinghusen         | 2001 | VfB Lübeck     | 2018 | SC Weiche Flensburg 08 |      |                     |
| 1968 | Schleswig 06        | 1985 | Itzehoer SV              | 2002 | Holstein Kiel  | 2019 | VfB Lübeck             |      |                     |
| 1969 | VfB Kiel            | 1986 | Blau-Weiß Friedrichstadt | 2003 | Holstein Kiel  | 2020 | SV Todesfelde          |      |                     |
| 1970 | TSV Westerland      | 1987 | VfB Lübeck               | 2004 | VfR Neumünster | 2021 | SC Weiche Flensburg 08 |      |                     |